# آسکاری اکوس

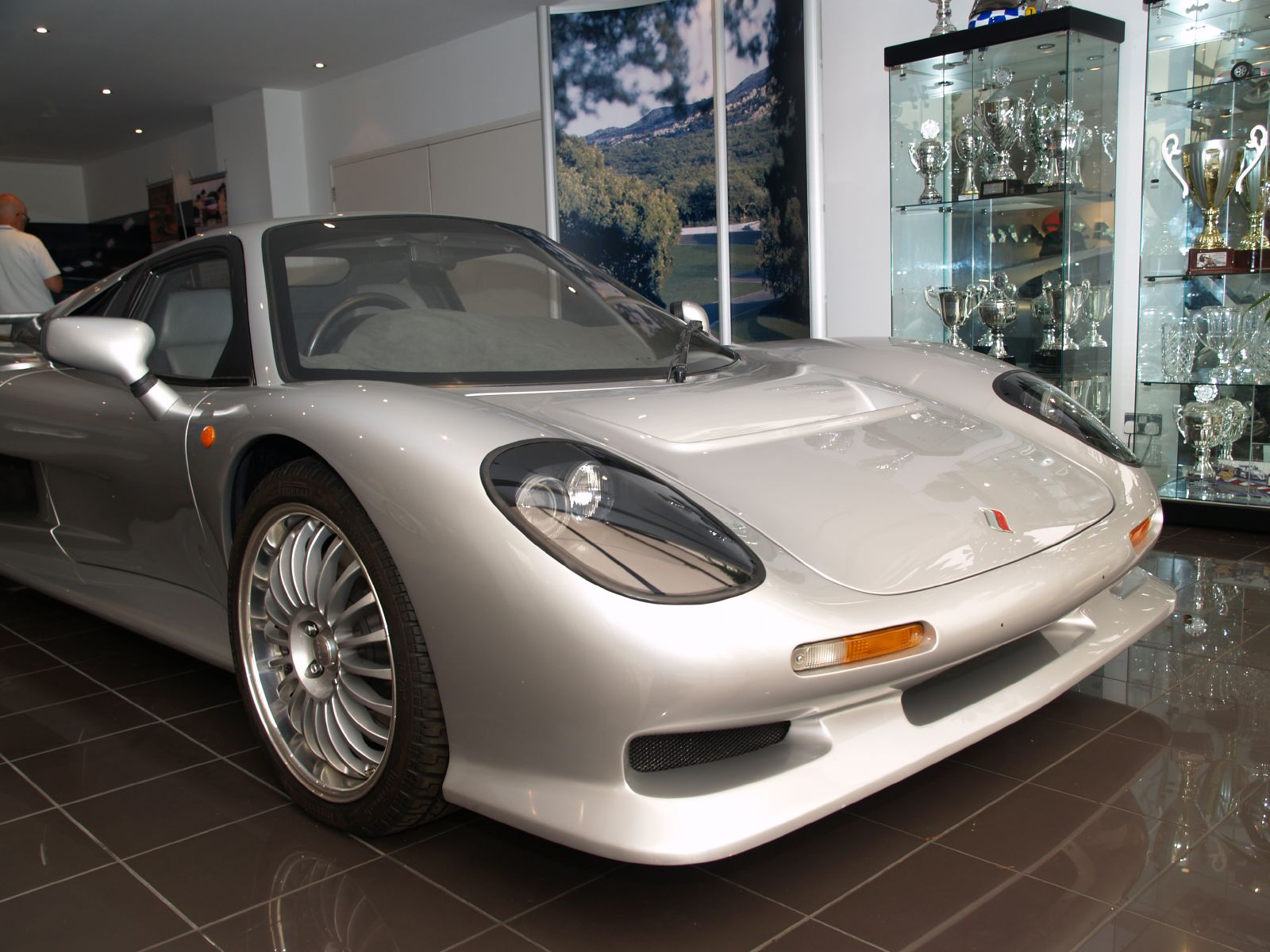

آسکاری اکوس (Ascari Ecosse) خودرویی است که در سال‌های ۱۹۹۸–۱۹۹۹تولید شده‌است.
این خودرو در کلاس خودرو اسپورت قرار گرفته و است. سیستم جعبه‌دندهٔ آن ۵ دنده به صورت دستی است.